# جو برترام فرانتز
جو برترام فرانتز (بالإنجليزية: Joe Bertram Frantz)‏ هو ضابط ومؤرخ أمريكي، ولد في 16 يناير 1917 في دالاس في الولايات المتحدة، وتوفي في 16 نوفمبر 1993 في هيوستن في الولايات المتحدة.